# Pojďte pane, budeme si hrát
Pojďte pane, budeme si hrát je krátkometrážní animovaný seriál Břetislava Pojara, Miroslava Štěpánka a Ivana Urbana o dvou medvědech. Natáčen byl v letech 1965 až 1973.

## Seznam dílů
Potkali se u Kolína vznikl v roce 1965 jako samostatný krátkometrážní snímek. Později na něj navázaly další díly seriálu.
| Série | Pořadí v sérii | Celkové pořadí | Název dílu              | Mluvené role |
| ----- | -------------- | -------------- | ----------------------- | --- |
| 1.    | 1              | 1              | Potkali se u Kolína     | malý medvěd (Rudolf Deyl ml.) velký medvěd (Rudolf Deyl ml.) |
| 1.    | 2              | 2              | Jak jeli k vodě         | malý medvěd (Rudolf Deyl ml.) velký medvěd (Rudolf Deyl ml.) |
| 1.    | 3              | 3              | K princeznám se nečuchá | malý medvěd (Rudolf Deyl ml.) velký medvěd (Rudolf Deyl ml.) |
| 1.    | 4              | 4              | Jak jedli vtipnou kaši  | malý medvěd (Rudolf Deyl ml.) velký medvěd (Rudolf Deyl ml.) |
| 1.    | 5              | 5              | Držte si klobouk        | malý medvěd (Rudolf Deyl ml.) velký medvěd (Rudolf Deyl ml.) |
| 1.    | 6              | 6              | Jak šli spát            | malý medvěd (Rudolf Deyl ml.) velký medvěd (Rudolf Deyl ml.) mladý malý medvěd (Rudolf Deyl ml.) mladý velký medvěd (Rudolf Deyl ml.) tučňáci (Rudolf Deyl ml.) |
| 2.    | 1              | 7              | Co to bouchlo           | malý medvěd (František Filipovský) velký medvěd (František Filipovský) mrož Josef (František Filipovský)                                                        |
| 2.    | 2              | 8              | Psí kusy                | malý medvěd (František Filipovský) velký medvěd (František Filipovský) pes, co hraje na housle (František Filipovský)                                           |
| 2.    | 3              | 9              | O pardálu, který voněl  | malý medvěd (František Filipovský) velký medvěd (František Filipovský) kočka Minda (Naďa Urbánková) kocour Macek (František Filipovský)                         |
| 2.    | 4              | 10             | A neříkej mi Vašíku     | malý medvěd (František Filipovský) velký medvěd (František Filipovský) bobr Václav (František Filipovský)                                                       |
| 2.    | 5              | 11             | Nazdar kedlubny         | malý medvěd (František Filipovský) velký medvěd (František Filipovský) kozel Jára (František Filipovský)                                                        |

|  |  |

## Přijetí

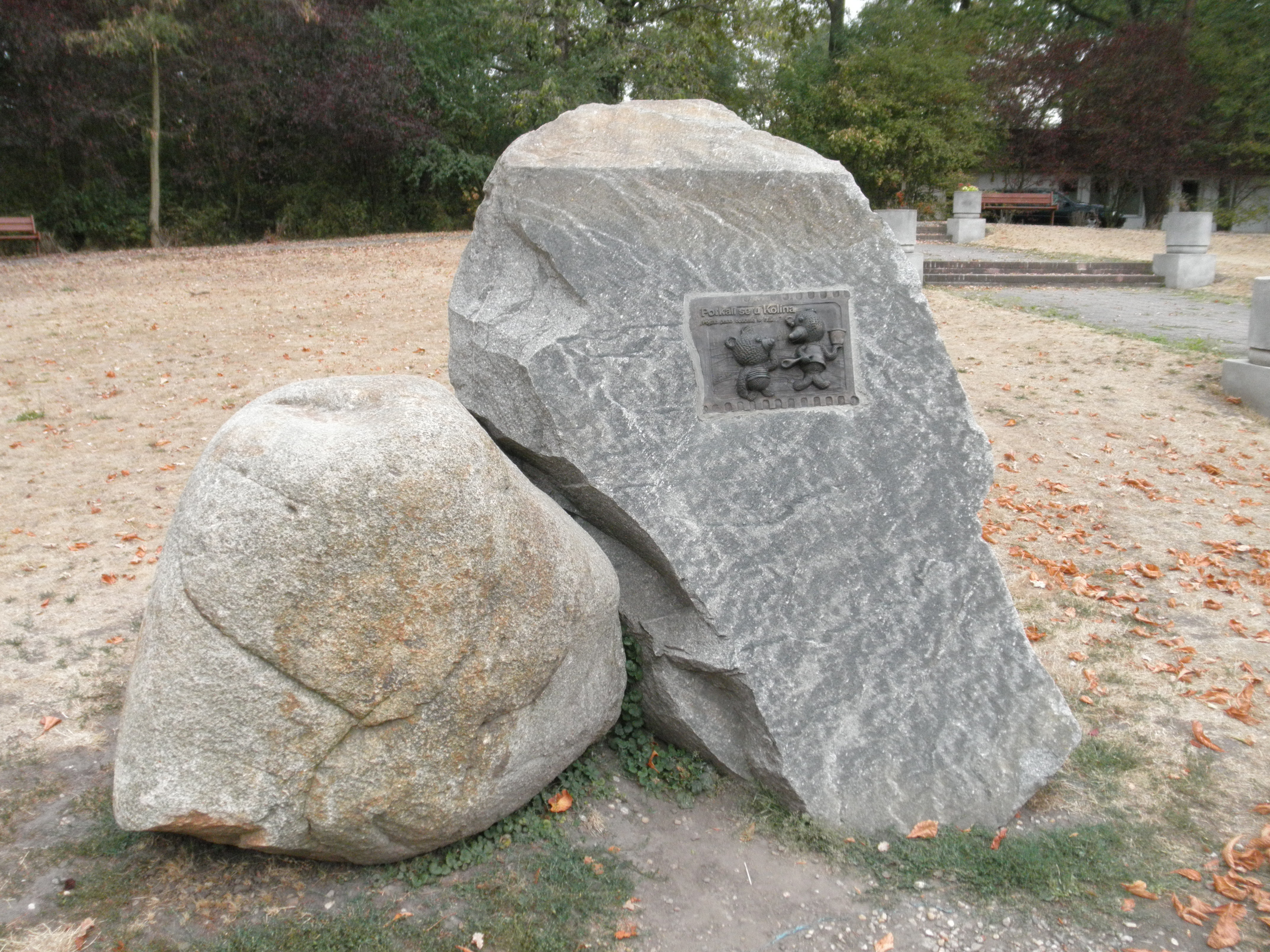
Památník se dvěma kameny a pamětní deskou v Kolíně.

Seriál představuje – vedle Dášeňky či Zahrady – jedno ze stěžejních děl, kterými se proslavil jeho autor Břetislav Pojar. O jeho orientaci na cílovou skupinu publika v říjnu 2010 uvedl: „Vymyslíte nějaký příběh, který je pro určité diváky, a přemýšlíte, jestli je pro děti nebo pro dospělé. A pak se ukáže, že je to třeba naopak. Když jsem udělal medvědy, tak to bylo nejdříve pro 18leté teenagery.“
V Kolíně byl roku 2010 odhalen pomník medvědům ze seriálu v podobě dvou kamenů různé velikosti s bronzovým reliéfem ze seriálu. Vznikl z iniciativy Společenstva přátel Medvědů od Kolína.